# 대전 드림 아레나
대전 드림 아레나(Daejeon Dream Arena)는 대한민국 대전광역시 유성구에 위치한 e스포츠 경기장이다.

## 시설
- 주경기장 (5인 팀전 및 배틀로얄)
- 보조경기장 (배틀로얄)

## 대회
- 대전 e스포츠 대회 (정기)
- 충청권 e스포츠 대회 (정기)

## 같이 보기
- E스포츠
- 대한민국의 e스포츠 경기장 목록